# George B. McClellan
George Brinton McClellan (3. december 1826 – 29. oktober 1885) var en amerikansk generalmajor i den amerikanske borgerkrig. Han organiserede den berømte Army of the Potomac og fungerede i en kort periode (november 1861 til marts 1862) som øverstkommanderende for unionshæren. I begyndelsen af krigen spillede McClellan en vigtig rolle i at opstille og uddanne en veltrænet og organiseret hær for Unionen. McClellan var omhyggelig i sin planlægning, og det var måske det, som hæmmede ham i mødet med aggressive modstandere under hurtigt omskiftelige omstændigheder på slagmarken. Han overvurderede konsekvent fjendens styrke og var utilbøjelig til at bruge princippet om masse og efterlod ofte stor dele af sin hær ubeskæftiget på kritiske tidspunkter.
McClellans Peninsula kampagne i 1862 endte i fiasko med tilbagetrækninger efter angreb fra general Robert E. Lees mindre hær og en uopfyldt plan om at erobre den konfødererede hovedstad Richmond. Hans indsats i det blodige slag ved Antietam stoppede Lees invasion af Maryland, men lod Lee slippe ud af en taktisk prekær situation og undgå at blive nedkæmpet. Som følge heraf blev McClellans evner som hærfører draget i tvivl af præsident Abraham Lincoln, som senere fjernede ham fra hans poster, først som øverstkommanderende og dernæst som chef for Potomac. En af Lincolns berømte replikker var: "Hvis general McClellan ikke ønsker at bruge hæren, vil jeg gerne låne den i en periode". Trods dette var han den mest populære af hærens chefer blandt soldaterne, som følte, at han havde deres moral og velbefindende som altoverskyggende prioritet.
General McClellan evnede heller ikke at fastholde Lincolns tillid og viste sig at være frustrerende ulydig overfor den øverstkommanderende. Efter at han var blevet afsat som hærchef, blev han Demokraternes præsidentkandidat ved det amerikanske præsidentvalg i 1864, men tabte. Hans parti gik til valg på at afslutte krigen og forhandle med Konføderationen, hvilket McClellan måtte afvise, hvilket skadede hans valgkampagne. Han var guvernør i New Jersey fra 1878 til 1881. Han endte med at blive forfatter, hvor han forsvarede sine handlinger under Peninsula-kampagnen og Borgerkrigen.
Selv om hovedparten af moderne historikere vurderer McClellan ringe som general på slagmarken, er der en lille, men højrøstet gruppe af historikere, som fastholder, at McClellan bestemt var en yderst kompetent feltherre, men at hans rygte har lidt urimeligt under behandlingen fra Lincolns partifæller, som havde brug for en syndebuk på grund af Unionens tilbageslag. Derfor er det svært at vurdere hans eftermæle. Efter krigen blev Ulysses S. Grant bedt om at vurdere McClellan som general. Han svarede: "McClellan er for mig et af krigens mysterier."

## Tidlige liv og karriere
McClellan blev født i Philadelphia som søn af en prominent kirurgisk øjenlæge, dr. George McClellan, grundlæggeren af Jefferson Medical College. Hans mor var Elizabeth Steinmetz Brinton McClellan, datter af en fremtrædende familie i Pennsylvania, en kvinde som var kendt for sin "betydelige ynde og dannelse". Parret fik fem børn: en datter, Frederica, derpå tre sønner: John, George og Arthur samt yderligere en datter: Mary. George var barnebarn af generalen fra den Amerikanske uafhængighedskrig Samuel McClellan fra Woodstock, Connecticut. Han gik først på University of Pennsylvania i 1840 i en alder af 13, hvor han læste jura. To år senere skiftede han til militærtjeneste. Med hjælp fra et brev fra sin far til præsident John Tyler blev den unge George optaget på West Point i 1842, idet militærakademiet dispenserede fra det normale krav om en minimumsalder på 16.
På West Point var han en energisk og ambitiøs kadet, dybt interesseret i undervisningen fra Dennis Hart Mahan og de teoretiske strategiske principper fra Antoine-Henri Jomini. Hans nærmeste venner var aristokratiske sydstatsfolk såsom James Stuart, Dabney Maury, Cadmus Wilcox, and A.P. Hill. Disse forbindelser gav McClellan hvad han anså for at være en fornemmelse af tankegangen i Sydstaterne, en forståelse af de politiske og militære implikationer af splittelsen i De Forenede Stater, som førte til borgerkrigen. Han fik sin eksamen i 1846 som nr. 2 i sin klasse af 59 kadetter, kun overgået af Charles Seaforth Stewart på grund af hans dårlige evner til at tegne. Han blev udnævnt til midlertidig sekondløjtnant i ingeniørkorpset.

### Mexicansk-amerikanske krig
McClellans første opgave var at lede et kompagni ingeniørsoldater formeret på West Point, men han fik hurtigt ordre til at sejle af sted til den Mexicansk-amerikanske krig. Han ankom ved mundingen af Rio Grande i oktober 1846, velforberedt til kamp med et dobbeltløbet haglgevær, to pistoler, en sabel, et paradesværd og en bowiekniv. Han klagede over at være kommet for sent til at tage del i den amerikanske sejr i slaget ved Monterrey i september.
Under en midlertidig våbenhvile under general Zachary Taylor, hvor styrkerne ventede på at komme i kamp, blev McClellan angrebet af dysenteri og malaria, hvilket holdt ham på hospitalet i næsten en måned. Malariaen kom senere gentagne gange tilbage – han kaldte det sin "mexicanske sygdom." Han gjorde tapper tjeneste som ingeniørofficer under krigen, ofte underlagt fjendtlig beskydning og blev midlertidig forfremmet til premierløjtnant for sin indsats i slaget ved Contreras og slaget ved Churubusco og til kaptajn for indsatsen i slaget ved Chapultepec, Han gennemførte rekognosceringsmissioner for generalløjtnant Winfield Scott, en nær ven af McClellans far.
McClellans oplevelser under krigen udviklede forskellige holdninger, som påvirkede hans militære og politiske liv. Han lærte at sætte pris på værdien af flankeringer frem for frontale angreb (som anvendt af Scott i slaget ved Cerro Gordo) og værdien af belejringer (Belejringen af Veracruz). Han var vidne til Scotts succes med at afbalancere politiske og militære forhold og dennes gode forhold til den civile befolkning under invasionen, hvor han opretholdt en streng disciplin blandt soldaterne for at minimere skaderne på de civiles ejendom. Og han udviklede en afsky for frivillige soldater og officerer, især politikere, som var ligeglade med disciplin og træning.

### Tjeneste i fredstid
McClellan vendte tilbage til West Point for at lede sit ingeniørkompagni, som var tilknyttet akademiet med henblik på at træne kadetter i ingeniøropgaver. Han irriteredes over ensformigheden i garnisonstjeneste i fredstid, selv om han i høj grad nød det sociale liv. I juni 1851 blev han beordret til Fort Delaware, en murstensbygning under opførelse på en ø i Delawarefloden, 65 km nede ad floden fra Philadelphia. I marts 1852 blev han beordret til at melde sig hos kaptajn Randolph B. Marcy på Fort Smith, Arkansas, for at fungere som næstkommanderende på en ekspedition, der skulle finde Mississippi-bifloden Red Rivers kilder. I juni nåede ekspeditionen kilden af den nordlige gren af floden, og Marcy kaldte en lille biflod for McClellan's Creek. Da de vendte tilbage til civiliserede egne den 28. juli blev de forundrede over at høre, at de var blevet opgivet som døde. En sensationel historie var kommet i pressen, som McClellan mente stammede fra "en flok slyngler, som forsøger at holde gryden i kog i grænseegnene for at blive beskæftiget af regeringen på en eller anden måde", om at ekspeditionen var blevet overfaldet af 2.000 Comanche indianere og myrdet til sidste mand.
I efteråret 1852 udgav McClellan en manual om bajonettaktik, som havde oversat fra fransk. Han fik også en opgave fra militærområdet Texas om at gennemføre en opmåling af de texanske floder og havne, som var bestilt af krigsminister Jefferson Davis med henblik på at vælge en passende rute til den kommende transkontinentale jernbane. McClellan opmålte den nordlige korridor mellem den 47. og 49. breddegrad fra St. Paul til Puget Sound. Under denne opgave udviste han en tendens til lydighedsnægtelse overfor højtstående politikere. Isaac Stevens, guvernør over Washington Territory, blev utilfreds med McClellan indsats med at undersøge passene over Cascade Range. (McClellan valgte Yakima Passet uden en tilbundsgående rekognoscering og nægtede at følge guvernørens ordre om at føre en gruppe igennem det under vinterbetingelser og stolede på fejlagtige oplysninger om snedybden i området. Han undlod også at opdage de tre langt bedre pas i den nærmeste omegn, som senere blev brugt til jernbaner og motorveje). Guvernøren beordrede McClellan til at aflevere logbøgerne fra hans ekspedition, men det nægtede McClellan standhaftigt, formentlig på grund af de pinlige personlige kommentarer, som han havde nedfældet undervejs.
Da han kom tilbage østpå, begyndte McClellan at bejle til Ellen Mary Marcy (1836 – 1915), datter af hans tidligere kommandant. Ellen, eller Nelly, afviste McClellans første frieri, som blot var ét blandt flere, hun havde fået fra forskellige friere, heriblandt hans ven fra West Point, A.P. Hill. Ellen accepterede Hills frieri i 1856, men hendes familie gjorde det ikke, og han trak sig.
I juni 1854 blev McClellan sendt på en hemmelig rekognosceringsmission til Santo Domingo efter ordre fra Jefferson Davis. McClellan vurderede de lokale forsvarsmuligheder for ministeren. (Informationen blev først brugt i 1870, da præsident Ulysses S. Grant uden held forsøgte at annektere Den Dominikanske Republik.) Davis var begyndt at behandle McClellan næsten som en protegé, og hans næste opgave var at vurdere det logistiske beredskab i forskellige jernbaner i De Forenede Stater, igen med hensyn til planlægningen af den transkontinentale jernbane. I marts 1855 blev McClellan forfremmet til kaptajn og tildelt 1st U.S. Cavalry regiment.
På grund af hans politiske forbindelser og fordi han talte fransk fik McClellan til opgave at være officiel observatør ved de europæiske hære under Krimkrigen i 1855. Han rejste meget og kom i forbindelse med de højeste militære ledere og kongelige. McClellan var observatør ved Belejringen af Sevastopol. Ved hans tilbagekomst til USA i 1856 bad han om at få en opgave i Philadelphia for at kunne udarbejde sin rapport, som indeholdt en kritisk analyse af belejringen og en omfattende beskrivelse af de europæiske hæres organisation. Han skrev også en manual om kavaleritaktik, som var baseret på de russiske kavaleriregulativer. En bemærkelsesværdig fejl, som observatørerne, inklusive McClellan, begik, var, at de undlod at beskrive betydningen af fremkomsten af riflede musketter i Krimkrigen, og hvorledes det ville kræve grundlæggende ændringer af taktikken i kommende krige.
Hæren indførte McClellans kavalerimanual og også hans design af en saddel, som han hævdede at have set anvendt af husarer i Preussen og Ungarn. Den blev standardsadlen så længe, der fortsat eksisterede kavaleri og anvendes fortsat ved ceremonier.

### Civile gøremål
McClellan tog sin afsked fra hæren den 16. januar 1857 og udnyttede sine erfaringer med vurdering af jernbaner og blev overingeniør og vicepræsident i Illinois Central Railroad og derpå præsident for Ohio and Mississippi Railroad i 1860. Han klarede sig godt i begge stillinger og udvidede Illinois Central mod New Orleans og hjalp Ohio and Mississippi til at komme sig efter Panikken i 1857. Trods hans succeser og lukrative gage ($10.000 om året), var han frustreret over at være privatansat og fortsatte med ivrigt at studere klassisk militær strategi. Under Utahkrigen mod mormonerne overvejede han at genindtræde i hæren. Han overvejede også at blive fribytter til støtte for Benito Juárez i Mexico.
Inden udbruddet af Borgerkrigen blev McClellan aktiv i politik og støttede Demokraten Stephen A. Douglas ved præsidentvalget i 1860. Han hævdede at have forpurret et forsøg på valgsvindel fra Republikanernes side ved at beordre et tog standset, som fragtede mænd som skulle stemme illegalt i et andet county og gjorde det dermed muligt for Douglas at vinde i countyet.
I oktober 1859 kunne McClellan genoptage sit frieri til Ellen Marcy, og de blev gift i Calvary Church, New York, den 22. maj 1860.

## Borgerkrigen

### Ohio og strategi
I begyndelsen af borgerkrigen var McClellans viden om det, der blev kaldt "stor krigsvidenskab" og hans erfaring med jernbaner forhold, der antydede, at han ville begå sig glimrende indenfor militær logistik, og gjorde ham særdeles efterspurgt, da Nordstaterne mobiliserede. Guvernørerne fra New York, New Jersey og Ohio forsøgte alle at hverve ham til deres hærenheder. Guvernøren fra Ohio William Dennison var den mest ihærdige, så McClellan blev udnævnt til generalmajor i den frivillige hær og fik kommandoen over militsen i Ohio den 23. april 1861. I modsætning til nogle af sine officerskolleger, som kom fra familier, der støttede afskaffelsen af slaveriet, var han modstander af føderal indblanding i slaveriet, så nogle af hans kolleger fra Sydstaterne henvendte sig uformelt til ham om at slutte sig til Konføderationen; men han kunne ikke acceptere tanken om udtræden af Unionen.
Den 3. maj genindtrådte McClellan i den stående hær og blev udnævnt til leder af militærområdet Ohio med ansvar for staterne Ohio, Indiana, Illinois og senere det vestlige Pennsylvania, vestlige Virginia samt Missouri. Den 14. maj blev han udnævnt til generalmajor i den stående hær, og i en alder af 34 havde han højere rang end alle andre i hæren bortset fra generalløjtnant Winfield Scott, den øverstkommanderende. McClellans hurtige forfremmelse skyldtes dels hans bekendtskab med Salmon P. Chase, der var USA's finansminister og tidligere havde været guvernør og senator for Ohio.
Mens McClellan skyndte sig at få indrulleret de tusinder af mænd, som meldte sig frivilligt til militærtjeneste, og etablerede træningslejre, tænkte han på den overordnede strategi for krigens førelse. Han skrev et brev til general Scott den 27. april, fire dage efter at han havde overtaget kommandoen i Ohio, hvori var indeholdt et første forslag til en overordnet strategi for krigen. Det indeholdt to alternativer, begge med fremtrædende roller for ham selv som hærfører. Det første gik ud på at 80.000 mand skulle invadere Virginia gennem Kanawha dalen i retning af Richmond. Det andet gik ud på at de samme mænd i stedet skulle rykke sydpå over Ohiofloden ind i Kentucky og Tennessee. Scott afslog begge planer som logistisk uigennemførlige. Selv om han roste McClellan og udtrykte sin "store tiltro til Deres intelligens, iver, kundskaber og energi", svarede han i et brev at 80.000 mand ville være bedre anvendt i en flodbaseret ekspedition der skulle sikre kontrollen over Mississippifloden og dele Konføderationen, ledsaget af en stærk blokade af Sydstaternes havne. Denne plan, som ville have fordret en betydelig tålmodighed blandt offentligheden i Nordstaterne, blev rakket ned i aviserne som Anaconda-planen, men viste sig siden at være den succesfulde ramme for krigens førelse. Forholdet mellem de to generaler blev mere og mere anstrengt i løbet af sommeren og efteråret.

### Vestlige Virginia
McClellans første militære operationer drejede sig om at besætte det vestlige Virginia, som ønskede at forblive i Unionen og senere blev til staten West Virginia. Han havde modtaget efterretningsrapporter den 25. maj om at de kritiske Baltimore and Ohio Railroad broer i denne del af staten blev brændt af. Da han hurtigt gennemførte planer om at invadere området, udløste han sin første alvorlige politiske kontrovers ved at proklamere overfor borgerne der, at hans styrker ikke havde til hensigt at blande sig i personlig ejendom – herunder slaver. "Uanset alt hvad der er blevet sagt af forrædere for at få Dem til at tro, at vor indmarch vil føre til indblanding i Deres slavehold, så forstå en ting helt klart: ikke alene vil vi afholde os fra noget sådant, vi vil tværtimod slå ned med en jernhånd som ethvert oprørsforsøg fra deres side." Han indså snart at han havde overskredet sine beføjelser og undskyldte i et brev til præsident Lincoln. Kontroversen skyldtes ikke at hans proklamation var i diametral modsætning til regeringens politik på daværende tidspunkt, men at han var så dristig til at træde ud over sin rent militære rolle.
Hans styrker rykkede hurtigt ind i området gennem Grafton og sejrede i den lille træfning, som fik navnet Slaget ved Philippi Races, der kan hævdes var det første landslag i krigen. Hans første personlige ledelse af et slag var ved Rich Mountain, hvor han også vandt, men kun efter at have viste en forsigtighed og en tøven overfor at indsætte reservestyrker, noget der ville kendetegne ham i resten af hans karriere. Hans underordnede leder William S. Rosecrans klagede sig bittert over at hans angreb ikke fik forstærkning, som McClellan havde lovet det. Uanset dette gjorde disse to små sejre McClellan til en national helt. New York Herald skrev en artikel om ham med titlen: "Gen. McClellan, den aktuelle krigs Napoleon."

### Opbygning af en hær
Efter unionsstyrkernes nederlag i Første slag ved Bull Run den 21. juli 1861 tilkaldte Lincoln McClellan fra West Virginia. Han rejste med et særtog på hovedlinjen fra Wheeling via Pittsburgh, Philadelphia og Baltimore til Washington, D.C. og blev overvældet af entusiastiske folkemængder undervejs.
Den 26. juli, den dag han nåede hovedstaden, blev McClellan udpeget til leder af militærområdet Potomac, den store unionsstyrke, som var ansvarlig for forsvaret af Washington. Den 20. august blev adskillige militære enheder i Virginia sluttet sammen med hans og han dannede straks Army of the Potomac, med sig selv som dens første hærchef. Han nød sin nyerhvervede magt og berømmelse:
| Citat                                               | Jeg finder mig selv i en ny og mærkelig stilling her - præsidenten, regeringen, general Scott og alle henviser til mig - ved en underlige tryllekunst leder jeg til at være blevet magten i landet. ... Jeg tror næsten, at hvis jeg vandt en mindre sejr nu, kunne jeg blive diktator eller hvad der ellers måtte behage mig; men intet i den retning ville behage mig - derfor bliver jeg ikke diktator. Beundringsværdig selvfornægtelse! | Citat |
| George B. McClellan i brev til Ellen, 26. juli 1861 | |       |

I løbet af sommeren og efteråret bragte McClellan en høj grad af organisation til sin nye armé og styrkede i høj grad dens moral ved sine hyppige besøg for at inspicere og opmuntre sine enheder. Det var en bemærkelsesværdig bedrift hvorved han kom til at personificere Potomachæren og høstede tilbedelsen fra sine mænd. Han byggede forsvarsværker omkring Washington, som var næsten uigennemtrængelige, bestående af 48 forter og støttepunkter med 480 kanoner bemandet af 7.200 artillerister. Men der var også spændinger i overkommandoen da han fortsatte med ofte at skændes med regeringen og den øverstkommanderende, generalløjtnant Scott om strategi. McClelland afviste grundprincipperne i Scotts Anaconda-plan og foretrak i stedet et overvældende stort slag i den napoleoniske stil. Han foreslog at hans hær skulle udvides til 273.000 mand og 600 kanoner og "knuse rebellerne i ét felttog." Han foretrak en krig, som kun i begrænset omfang ville påvirke den civile befolkning og ikke kræve frigivelse af slaver.
McClellans modstand mod frigivelse af slaverne forøgede presset på ham, da han fik bitter kritik fra radikale Republikanere i regeringen. Han anså slaveri for at være en institution, der var anerkendt i Den amerikanske forfatning, og dermed berettiget til føderal beskyttelse hvor end den fandtes. Hans bøger efter krigen var typiske for mange nordstatsfolk: "Jeg medgiver, at jeg har en fordom til fordel for min egen race, og jeg kan ikke lide lugten af hverken gedebukke eller negre". Men i november 1861 skrev han til sin kone: "Jeg vil, hvis jeg vinder, kaste mit sværd i vægtskålen for at gennemtvinge en forbedring af forholdene for disse stakkels sorte". Han skrev senere, at hvis det havde været hans opgave at opstille fredsbetingelser, ville han have insisteret på en gradvis frigivelse af slaverne, med respekt for både slaverne og slaveejernes rettigheder, som led i enhver løsning. Men han gjorde ingen hemmelighed af sin modstand mod de radikale Republikanere. Han skrev til Ellen: "Jeg vil ikke kæmpe for modstanderne af slaveri". Dette gav ham et åbenlyst handicap, da mange politikere i regeringen troede, at han forsøgte at gennemføre oppositionens politik.
Det øjeblikkelige problem med McClellans krigsstrategi var, at han var overbevist om at de Konfødererede var parat til at angribe ham med overvældende styrke, Den 8. august troede han at de konfødererede havde opstillet over 100.000 mand imod sig (i modsætning til de 35.000 de rent faktisk havde indsat i slaget ved Bull Run nogle få uger tidligere) og erklærede undtagelsestilstand i hovedstaden. Den 19. august vurderede han, at der var 150.000 af fjendens soldater på hans front. McClellans fremtidige felttog ville blive stærkt påvirket af de overvurderinger af fjendens styrke fra hans efterretningschef, detektiven Allan Pinkerton, men i august 1861 var disse skøn aldeles hans egne. Resultatet var en grad af ekstrem forsigtighed, som underminerede initiativet i McClellans armé og førte til stor fordømmelse fra regeringen. Historikeren og levnedsskildreren Stephen W. Sears har kaldt McClellans handlinger for "grundlæggende fornuftige" hvis han havde været i undertal i en grad som han troede, men McClellan havde rent faktisk sjældent mindre end en 2:1 overvægt over sine fjender i 1861 og 1862. Det efterår, f.eks. varierede de konfødereredes styrke mellem 35.000 og 60.000, mens Army of the Potomac i september var på 122.000 mand, i begyndelsen af december 170.000, og ved årets udgang på 192.000.
Uenigheden med Scott blev meget personlig. Scott (og mange i krigsministeriet) var forargede over at McClellan afviste at give detaljer om han strategiske planlægning, eller blot almindelige detaljer såsom troppernes styrke og placering. (På sin side hævdede McClellan at han ikke stolede på at nogen i regeringen ville holde hans planer hemmelige overfor pressen, og dermed fjenden.) Under en uenighed om forsvarsstyrker ved Potomacfloden skrev McClellan til sin kone den 10. august på en måde, som ville kendetegne nogle af hans mere private breve: "General Scott is den store forhindring – han vil ikke forstå faren og er enten en forræder eller inkompetent. Jeg må kæmpe for at få ret overfor ham". Scott blev så desillusioneret over sit forhold til den unge general at han tilbød at tage sin afsked til præsident Lincoln, som i begyndelsen afslog at imødekommende den. Der verserede rygter i hovedstaden om at McClellan måske ville træde tilbage eller gennemføre et militært kup, hvis Scott ikke blev fjernet. Lincolns regering mødtes den 18. oktober og enedes om at acceptere Scotts tilbagetræden "af helbredsmæssige grunde."

### Øverstkommanderende
Den 1. november 1861 tog Winfield Scott sin afsked og McClellan blev øverstkommanderende for alle Unionens arméer. Præsidenten udtrykte sin bekymring over det "enorme arbejde", der fulgte af hans dobbeltrolle som hærfører og øverstkommanderende, men McClellan svarede: "Jeg kan klare det hele."
Lincoln og mange andre ledere og borgere i Nordstaterne blev i stigende grad utålmodig med McClellans langsommelighed i at angribe de konfødererede styrker, som stadig var samlet nær Washington. Unionens nederlag i det mindre Slaget ved Ball's Bluff nær Leesburg i oktober bidrog til frustrationen og skadede indirekte McClellan. I december dannede Kongressen en Fælles Kongreskomite om krigens førelse, som blev et horn i siden på mange generaler i løbet af krigen, der beskyldte dem for inkompetence og i nogle tilfælde forræderi. McClellan blev indkaldt som det første vidne den 34. december, men han fik tyfus, og kunne ikke møde. I stedet vidnede hans underordnede officerer, og deres åbne indrømmelse af ikke at kende til nogen specifikke strategi for fremrykning mod fjenden førte til mange krav om McClellans afsked.
McClellan ødelagde sit rygte yderligere gennem sin fornærmende lydighedsnægtelse overfor sin overordnede chef: præsidenten. Han kaldte privat Lincoln, som han havde kendt inden krigen som advokat for Illinois Central, for "intet mere end en velmenende bavian", en "gorilla", og "altid uværdig til ... sin høje stilling." Den 13. november fornærmede han præsidenten, der besøgte McClellan i hans hus, ved at lade ham vente i 30 minutter, og så lade ham meddele at generalen var gået i seng og ikke kunne modtage ham.
Den 12. januar 1862 blev McClellan tilkaldt til Det Hvide Hus, hvor regeringen krævede at få hans krigsplaner at vide. For første gang afslørede han sin hensigt om at transportere
Army of the Potomac med skib til Urbanna, Virginia, ved Rappahannock River og ramme de konfødererede styrker ved Washington i flanken og fortsætte 80 km over land for at erobre Richmond. Han afslog at give nogle specifikke detaljer om det foreslåede felttog, selv til sin ven, den nyligt udpegede krigsminister Edwin M. Stanton. Den 27. januar udstedte Lincoln en ordre som forlangte at alle hans arméer indledte offensive operationer inden 22. februar (Washingtons fødselsdag). Den 31. januar udstedte han en supplerende ordre til Army of the Potomac om at rykke over land og angribe de konfødererede ved Manassas Junction og Centreville. McClellan svarede øjeblikkeligt igen med et 22 sider langt brev hvor han i detaljer argumenterede mod præsidentens plan og i stedet talte for sin Urbanna plan, hvilket var første gang planens detaljer blev præsenteret for præsidenten. Selv om Lincoln mente at hans plan var bedre, var han lettet over at McClellan endelig indvilligede i at gå i gang, og accepterede modvilligt.
Den 8. marts, i tvivl om McClellans handlekraft, blandede Lincoln sig igen i hærchefens arbejde. Han indkaldte til et krigsråd i Det Hvide Hus hvor McClellans underordnede blev bedt om deres holdning til Urbanna-planen. De udtrykte deres tiltro til planen i varierende grad. Efter mødet udstedte Lincoln en ny ordre, som udnævnte bestemte officerer til korpschefer med rapport til McClellan, som havde været tøvende overfor at gøre noget sådant, inden han havde afprøvet sine divisionschefers effektivitet i kamp, selv om det ville have betydet, at han selv skulle overvåge 12 divisioner på slagmarken.
Yderligere to kriser ramte McClellan inden han kunne gennemføre sine planer. De konfødererede styrker under General Joseph E. Johnston trak sig tilbage fra deres stillinger foran Washington og indtog nye stillinger syd for Rappahannock floden, hvilket fuldstændig kuldkastede Urbanna-strategien. McClellan omformede sin plan så hans tropper i stedet gik i land ved Fort Monroe, Virginia, og rykkede op gennem Virginia halvøen mod Richmond, en operation som blev kendt som Peninsula kampagnen. McClellan kom under kraftig kritik fra pressen og Kongressen da det blev opdaget, at Johnstons styrker ikke bare var sluppet ubemærket væk, men i måneder havde snydt Unionshæren ved at bruge "Kvækerkanoner". Kongressens fælles komite besøgte de forladte konfødererede linjer og de radikale Republikanere foreslog en resolution som krævede McClellans afgang, men den blev afvist i sidste øjeblik ved en parlamentarisk manøvre. Den anden krise opstod ved fremkomsten af det konfødererede panserskib CSS Virginia, som skabte panik i Washington og fik støtteoperationer fra flåden på James River til at synes problematiske.
Den 11. marts 1862 fjernede Lincoln McClellan som øverstkommanderende, men beholdt ham som leder af Army of the Potomac, tilsyneladende så McClellan kunne vie hele sin opmærksomhed på felttoget mod Richmond. Lincolns ordre var flertydig med hensyn til at om McClellan kunne blive genindsat efter et vellykket felttog. Rent faktisk blev hans stilling ikke genbesat med en anden officer. Lincoln, Stanton og en gruppe officerer kaldet "War Board" styrede de strategiske bevægelser, som Unionens arméer foretog sig dette forår. Selv om McClellan blev beroliget af de støttende bemærkninger som Lincoln udtrykte overfor ham, ville han med tiden se ændringen i et meget anderledes lys, og beskrev det som led i en intrige "for at sikre, at det kommende felttog slog fejl"

### Peninsula-kampagnen
McClellans armé begyndte at afsejle fra Alexandria den 17. marts. Det var en armada som overgik alle tidligere amerikanske ekspeditioner: 121.500 mand, 44 artilleribatterier, 1.150 vogne, over 15.000 heste og tonsvis af udstyr og forsyninger. En engelsk observatør bemærkede at at det var "gangarten for en gigant." Arméens fremrykning op ad Virginiahalvøen kom til at gå langsomt. McClellans plan om en hurtig erobring af Yorktown blev forpurret da han opdagede at de konfødererede havde befæstet en linje tværs over halvøen, hvilket fik han til at beslutte at belejre byen, hvilket krævede en del forberedelser.
McClellan troede fortsat på efterretningsrapporter der angav fjendens styrke til 2-3 gange den reelle styrke. Tidligt i felttoget forsvarede den konfødererede general John B. "Prince John" Magruder halvøen mod McClellans fremrykning med en langt mindre styrke. Han skabte et falsk indtryk af, at han havde mange tropper ved fronten og at flere ankom ved igen og igen at lade små grupper marchere forbi steder hvor de kunne observeres på afstand, eller netop var ude af synsafstand men ledsaget af stor rabalder og fanfarer. I løbet af denne periode kunne general Johnston forsyne Magruder med forstærkninger, men selv herefter var der langt færre end McClellan troede foran sig.
Efter en måned med forberedelser, lige før han skulle angribe de konfødererede stillinger ved Yorktown, erfarede McClellan at Johnston havde trukket sig tilbage op gennem halvøen mod Williamsburg. McClellan skulle således forfølge uden at få glæde af det tunge artilleri, som så omhyggeligt var blevet samlet ved Yorktown. Slaget ved Williamsburg den 5. maj anses for at være en sejr for Unionen – McClellans første – men den konfødererede armé blev ikke nedkæmpet og hovedparten af deres tropper blev med held flyttet forbi Williamsburg til Richmonds ydre forsvarsring mens det foregik, og i løbet af de følgende dage.
McClellan havde også håbet på at et samtidigt fremstød fra flåden mod Richmond ad James River. Denne tilgangsvinkel slog fejl efter Unionsflådens nederlag i Slaget ved Drewry's Bluff, omkring 11 km nede ad floden i forhold til den konfødererede hovedstad. Den 15. maj med artilleri placeret strategisk på en høj skrænt over en drejning i floden og med både sænket til at skabe en uigennemtrængelig række af forhindringer havde de konfødereret effektivt blokeret denne tilgangsvej til Richmond.
McClellans armé nærmede sig forsigtigt Richmond i de følgende tre uger. Han etablerede en forsyningsbase ved Pamunkey River (en sejlbar biflod til York River) ved White House Landing hvor Richmond and York River Railroads forlængelse til Richmond krydsede, og overtog jernbanen og transporterede damplokomotiver til stedet på pramme.
Den 31. maj mens McClellan planlagde et angreb blev hans armé overrasket af et konfødereret angreb. Johnston så at unionshæren var delt i to af Chickahominy River, som var svulmet op på grund af regn, og håbede at han kunne besejre de to dele enkeltvis ved Seven Pines og Fair Oaks. McClellan kunne ikke selv lede hæren på grund af et anfald af malaria, men hans underordnede slog angrebene tilbage. Alligevel fik McClellan kritik fra Washington for ikke at have gennemført et modangreb, som nogle mente kunne have åbnet byen Richmond for besættelse. Johnston blev såret under slaget, og General Robert E. Lee overtog kommandoen over Army of Northern Virginia. McClellan brugte de næste tre uger på at omgruppere sine tropper og vente på lovede forstærkninger, og mistede værdifuld tid mens Lee fortsatte med at forstærke Richmonds forsvarsværker.
I slutningen af juni indledte Lee en række angreb, som blev kendt som Syvdagesslaget. Det første større slag ved Mechanicsville var dårligt koordineret af Lee og hans underordnede og medførte store tab uden at give større taktiske fordele; men slaget havde en stor betydning for McClellans mod. Den overraskende ankomst af generalmajor Stonewall Jacksons tropper i slaget (de var senest rapporteret at være langt væk i Shenandoah dalen) overbeviste McClellan om at han var endnu mere i undertal end han havde regnet med. (Han meddelte Washington at han stod overfor 200.000 konfødererede, selv om der rent faktisk kun var 85.000.)
Da Lee fortsatte sin offensiv i Slaget ved Gaines' Mill mod øst, spillede McClellan en passiv rolle, og tog ingen initiativer og ventede på at begivenhederne skulle indtræffe. Han beholdt totredjedele af sin hær ude af kampen, igen narret af Magruders teatralske afledningstaktik. Samme nat besluttede han at trække sin hær tilbage til en mere sikker base, et godt stykke nedenfor Richmond på et stykke af James River som var under Unionsflådens kontrol. Ved at gøre det kan han uforvarende have reddet sin hær. Lee havde antaget, at Unionshæren ville trække sig tilbage mod øst i retning af dens eksisterende forsyningsbase, og McClellans manøvre sydpå forsinkede Lees svar i mindst 24 timer. Men McClellan indrømmede også stiltiende, at han ikke længere ville være i stand til at omringe Richmond, som ellers var målet for hans felttog. Det nødvendige tunge belejringsartilleri ville være næsten umuligt at flytte uden jernbaneforbindelserne fra hans oprindelige forsyningsbase ved York River. I et telegram til krigsminister Edwin Stanton, hvor han rapporterede disse hændelser, lagde McClellan skylden på Lincolns regering for disse tilbageslag: "Hvis det lykkes mig at redde hæren, siger jeg klart til Dem at jeg ikke skylder Dem eller nogen anden i Washington tak. De har gjort deres bedste for at ofre denne armé". Heldigvis for McClellans øjeblikkelige karriere så Lincoln aldrig denne sprængfarlige udtalelse (i det mindste ikke på det tidspunkt) da den blev bortcensureret af krigsministeriets telegrafist.
McClellan var også heldig med at det fejlslagne felttog efterlod hans armé stort set intakt, da han i almindelighed ikke deltog i kampene og havde undladt at udnævne en næstkommanderende til at styre hans tilbagetog. Militærhistorikeren Stephen W. Sears skrev: "Da han efterlod sin armé på slagmarkerne i slaget ved Glendale og slaget ved Malvern Hill under Syvdagesslaget gjorde han sig skyldig i embedsforsømmelse. Hvis Army of the Potomac var blevet ødelagt på en af disse slagmarker (ved Glendale havde muligheden helt klart været til stede), ville den anklage under krigsartiklerne sandsynligvis være blevet rejst mod ham." (Under slaget ved Glendale, var McClellan 8 km bag Malvern Hill uden telegrafforbindelse og for langt væk til at kunne lede hæren. Under slaget ved Malvern Hill var han på en kanonbåd, U.S.S. Galena, som på et vist tidspunkt var 16 km nede ad James River. Under begge slag overgik den reelle ledelse af arméen til hans ven chefen for 5. Korps, brigadegeneral Fitz John Porter. Da offentligheden hørte om Galena var det endnu en enorm pinlighed, sammenlignelig med kvækerkanonerne i Manassas. Aviskarikaturer under valgkampen i 1864 hånede McClellan for at foretrække sikkerheden på et skib mens slaget blev udkæmpet i det fjerne.)
McClellan blev genforenet med sin armé ved Harrison's Landing ved James River. Det blev diskuteret om hæren skulle evakueres eller forsøge at genoptage offensiven mod Richmond. McClellan fastholdt sit misforhold til Abraham Lincoln ved sine fortsatte krav om forstærkninger og ved at skrive et langt brev hvor han gav strategiske og politisk råd om krigens førelse, fastholdt sin modstand mod frigivelse eller bortførelse af slaver som en taktik. Han afsluttede med at antyde at han skulle genindsættes som øverstkommanderende, men Lincoln svarede ved at udnævne generalmajor Henry W. Halleck til posten uden at konsultere eller meddele det til McClellan. Lincoln og Stanton tilbød også ledelsen af Army of the Potomac til generalmajor Ambrose Burnside, som afslog tilbuddet.
Tilbage i Washington skabte en reorganisering af enhederne Army of Virginia under generalmajor John Pope, som fik ordre til at rykke frem mod Richmond fra nordøst. McClellan modstod opfordringer om at forstærke Popes armé og forsinkede tilbagetrækningen af Army of the Potomac fra Virginiahalvøen længe nok til at forstærkningerne først ankom da Nordlige Virginia kampagnen allerede var i gang. Han skrev til sin kone inden slaget: "Pope vil blive banket ... og blive affærdiget [af Lee]. ... Sådan en slyngel, som han er, bør bringe nederlag til enhver sag, som benytter ham." Lee havde vurderet McClellans offensive natur og satsede på at fjerne betydelige enheder fra halvøen for at kunne angribe Pope, sin blev afgørende slået i Andet slag ved Bull Run i august.

### Maryland-kampagnen
Efter Popes nederlag i det Andet slag ved Bull Run vendte præsident Lincoln sig tøvende til manden som havde hele en slået hær før. Han var klar over, at McClellan var en god organisator og dygtig til at oplære tropperne, og kunne forene enhederne fra Popes armé med Army of the Potomac hurtigere end nogen anden. Den 2. september 1862 udnævnte Lincoln McClellan til leder af "befæstningerne ved Washington og alle tropper indsat i forsvaret af hovedstaden". Udnævnelsen var kontroversiel i regeringen, hvoraf et flertal underskrev en henvendelse til præsidenten hvor der stod at det er "vor velovervejede mening, at på dette tidspunkt er det ikke sikkert at betro generalmajor ledelsen af nogen af De Forenede Staters arméer." Præsidenten indrømmede at det var ligesom at "kurere hundebid med hår fra hunden", men Lincoln sagde til sin sekretær, John Hay, "Vi må bruge de værktøjer vi har. Der er ingen mand i hæren, som bemande disse befæstninger og banke disse tropper i form så godt som han. Han kan måske ikke selv kæmpe, men så er han i hvert fald god til at gøre andre klar til at kæmpe."
Nordlig bekymring for en fortsat offensiv fra Robert E. Lee gik snart i opfyldelse, da han iværksatte sin Marylandkampagne den 4. september i håb om at vække sympatien for Sydstaterne i slavestaten Maryland. McClellans forfølgelse af ham begyndte den 5. september. Man marcherede mod Maryland med seks af sine reorganiserede korps, omkring 84.000 mand, og efterlod to korps tilbage for at forsvare Washington. Lee delte sin hær i en række kolonner, som var spredt over en bred front, da han rykkede ind i Maryland og også manøvrerede sig i stilling til at erobre det føderale arsenal i Harpers Ferry. Dette var et risikabelt valg med en lille hær, men Lee regnede med sit kendskab til McClellans temperament. Han sagde til en af sine generaler: "Han er en dygtig general, men en meget forsigtig en. Hans armé er i en meget demoraliseret og kaotisk tilstand, og vil ikke være klar til offensive operationer – eller han tror ikke at den er klar – i tre eller fire uger. Inden da håber jeg at være ved Susquehanna." Dette var ikke en helt korrekt vurdering, men McClellans armé bevægede sig langsomt, og tilbagelagde i gennemsnit kun 10 km om dagen.
Imidlertid smilede lykken snart til McClellan. Unionssoldater fandt tilfældigvis en kopi af Lees ordre om at dele arméen og afleverede den til McClellans hovedkvarter i Frederick, Maryland, den 13. september. Da han havde erkendt efterretningsværdien af denne opdagelse, slog han ud med armene og udbrød "Nu ved jeg, hvad jeg skal gøre!" Han viftede med ordren mod sin gamle ven fra hæren, brigadegeneral John Gibbon, og sagde: "Her er et papir, og hvis jeg ikke kan slå Bobbie Lee med det, vil jeg være villig til at tage hjem." Han telegraferede til præsident Lincoln: "Jeg har hele oprørsstyrken foran mig, men jeg er fortrøstningsfuld, og ingen tid vil gå tabt. Jeg tror, at Lee har begået en stor fejl, og at han vil blive alvorligt straffet for den. Jeg har alle rebellernes planer, og vil fange dem i deres egen fælde, hvis mine mænd kan klare opgaven. ... Vil den Dem trofæer.".

#### Slaget ved South Mountain
Trods denne bravade fortsatte McClellan sin forsigtige linje. Efter at have telegraferet til præsidenten omkring middag den 13. september beordrede han sine enheder til at rykke mod passene ved South Mountain den følgende morgen. De 18 timers forsinkelse gav Lee tid til at reagere, da han modtog efterretninger fra en sydstatssympatisør om at McClellan kendte hans planer. (Forsinkelsen betød også at den føderale garnison i Harpers Ferry var fortabt, da undsætningsstyrken som McClellan sendte af sted først kunne nå frem efter at de havde overgivet sig til Stonewall Jackson.) I slaget ved South Mountain lykkedes det McClellans armé at gennembryde de forsvarede pas, som skilte den fra Lee, men det gav også Lee tilstrækkelig tid til at koncentrere mange af sine styrker ved Sharpsburg, Maryland. Slaget ved South Mountain gav McClellan mulighed for at udføre et af de store teatralske øjeblikke i hans karriere, som historikeren Sears beretter:
| Citat | Bjerget foran var indhyllet i røgskyer fra kampen, hvori kanonglimtene skinnede som korte varme gnister. Den modstående slaglinje på højderne var markeret med tungere lag af røg, og kolonner af føderale tropper kunne ses snegle sig vej op ad bjergsiden, hver kolonne ... lignede en 'monsteragtig, kravlende sortblå slange' ... McClellan posede foran denne imponerende baggrund, siddende uden at bevæge sig på sin krigshest Dan Webster med sin arm udstrakt, mens han viste Hookers forbipasserende tropper vejen til slaget. Mændene tiljublede ham, indtil de blev hæse ... og nogle faldt ud af rækkerne for at omringe den krigeriske figur og kastede sig ud i de 'mest ekstravagante demonstrationer'. | Citat |
|       | |       |

Unionshæren nåede Antietam Creek, øst for Sharpsburg, om aftenen den 15. september. Et planlagt angreb den 16. september blev udsat på grund af tåge om morgenen, hvilket gav Lee tid til at forberede stillingerne for sin hær, der kun var halvt så stor som McClellans.

#### Slaget ved Antietam
Slaget ved Antietam den 17. september 1862, var den blodigste dag i amerikansk militærhistorie. De undertallige konfødererede styrker kæmpede desperat og godt. Trods betydelige fordele i troppestyrke var McClellan de af stand til at samle sine styrker effektivt, hvilket betød at Lee kunne flytte sine forsvarere så de kunne parere hvert af de tre Unionsfremstød, som blev iværksat et for et mod konføderationen venstre fløj, centrum og højre fløj. Og McClellan var ikke villige til at indsætte sine rigelige reserver for at slå kapital af sine lokale succeser. Historikeren James M. McPherson har pointeret at de to korps, som McClellan holdt i reserve udgjorde en større styrke end hele Lee's armé. Årsagen til McClellans tilbageholdenhed var, at han, som i tidligere slag, var overbevist om at han var i undertal.
Slaget var taktisk set uafgjort, selv om Lee teknisk blev besejret, fordi han var den første til at trække sig tilbage fra slagmarken og retirerede til Virginia. McClellan telegraferede til Washington: "Vor sejr var fuldstændig. Fjenden er drevet tilbage til Virginia." Alligevel var der åbenlys skuffelse over at McClellan ikke havde knust Lee, som kæmpede med en mindre armé med ryggen mod Potomacfloden. Selv om McClellans underordnede kan tage deres del af ansvaret for forsinkelser (såsom Ambrose Burnsides ved Burnside Bridge) og fejl (Edwin V. Sumner's angreb uden forudgående rekognoscering), var disse lokale problemer, som hele arméen skulle have overvundet. Som under de afgørende slag under Syvdagesslaget var McClellans hovedkvarter for langt bagude, til at han kunne lede slaget personligt. Han gjorde ingen brug af kavaleriet til rekognoscering. Han meddelte ikke sin overordnede plan for slaget til sine korpschefer, hvilket forhindrede dem i at bruge deres eget initiativ udenfor deres egne sektorer, og han var alt for villig til lytte til råd om at spare på sine reserver, som da et betydeligt gennembrud i centrum af den konfødererede linje kunne have været udnyttet, men Fitz John Porter siges at have sagt til McClellan, "Husk general, jeg leder den sidste reserve i den sidste armé i Republikken."
Selv om slaget taktisk set var uafgjort, anses Antietam for at være et vendepunkt i den amerikanske borgerkrig og en sejr for Unionen fordi den afsluttede Lees strategiske kampagne (hans første invasion af Nordstaterne) og fordi den gav præsident Lincoln mulighed for at udstede Emancipationserklæringen den 22. september, som fik virkning fra 1. januar 1863. Selv om Lincoln havde haft til hensigt at udstede erklæringen tidligere, gav hans regering ham det råd at vente, indtil der forelå en sejr til Unionen, for at undgå en fornemmelse af at den var udstedt i desperation. Sejren og Lincolns erklæring spillede en betydelig rolle i at få regeringerne i Storbritannien og Frankrig til at afholde sig fra at anerkende Konføderationen. Nogle mistænkte dem for at planlægge noget sådant i kølvandet på endnu et nederlag til Unionen. McClellan havde ingen forudgående viden om at planerne om frigivelse af slaverne var afhængig af hans præstationer på slagmarken.
Da McClellan undlod at forfølge Lee aggressivt efter Antietam gav Lincoln ordre til at han skulle fjernes som hærchef den 5. november. Generalmajor Ambrose Burnside overtog ledelsen af Army of the Potomac den 7. november. McClellan skrev til sin kone: "De, hvis vurdering jeg stoler på, siger mig, at jeg udkæmpede slaget strålende og at det var et mesterværk indenfor kunsten ... jeg føler, at jeg har gjort alt hvad der kan forlanges ved to gange at redde landet. ... Jeg føler en smule stolthed ved – med en slagen og demoraliseret hær – at have slået Lee så eftertrykkeligt. ... Nå, på et tidspunkt vil historien, tror jeg bestemt, give mig oprejsning."

## Præsidentvalget i 1864
Krigsminister Stanton gav McClellan ordre til at møde i Trenton, New Jersey, for at få nye ordrer, om end ingen blev udstedt. Som krigen skred frem var der forskellige opfordringer om at give Mac en betydningsfuld post efter Unionens nederlag ved Fredericksburg og Chancellorsville, da Robert E. Lee rykkede nordpå i begyndelsen af Gettysburg kampagnen og da Jubal Early truede Washington i 1864. Da Ulysses S. Grant blev øverstkommanderende diskuterede han muligheden af at tildele McClellan en unavngiven stilling, men alle disse muligheder var umulige, i betragtning af den modstand der var indenfor regeringen samt den viden der var om at McClellan udgjorde en mulig politisk trussel. McClellan skrev i måneder på en længere rapport, som beskrev hans to store felttog og hans organisering af hæren, som svar til hans kritikere og en retfærdiggørelse af hans handlinger ved at beskylde regeringen for at underløbe ham og nægte ham nødvendige forstærkninger. Krigsministeriet tøvede med at offentliggøre hans rapport, fordi han straks efter at have færdiggjort den i oktober 1863 bekendtgjorde sin indtræden på den politiske scene som Demokrat.
McClellan blev opstillet af det Demokratiske nationalkonvent til at kæmpe mod Abraham Lincoln ved præsidentvalget i 1864. Efter eksempel fra Winfield Scott førte han valgkamp på at han var en aktiv general i hæren, og han tog først sin afsked på valgdagen, den 8. november 1864. Han støttede fortsættelse af krigen og genskabelse af Unionen, men partiets valgprogram, som var skrevet af Clement Vallandigham fra Ohio og var modstander af disse synspunkter. Valgprogrammet lagde op til en øjeblikkelig standsning af fjendtlighederne og en forhandlet løsning med Konføderationen. McClellan var tvunget til at afvise dette program, hvilket gjorde hans valgkamp selvmodsigende og vanskelig. Han blev heller ikke hjulpet af partiets valg af vicepræsidentkandidat: George H. Pendleton, en fredskandidat fra Ohio.
Den dybe splittelse i partiet, enigheden blandt Republikanerne, der førte valg under betegnelsen "National Union Party" samt de militære sejre til Unionen i efteråret 1864 gav McClellans kandidatur dødsstødet. Lincoln vandt valget uden besvær med 212 valgmandsstemmer mod 21 og et stemmeflertal på 403.000, eller 55 %. Selv om McClellan var særdeles populær blandt tropperne mens han var hærfører, stemte de på Lincoln frem for ham med en margin på 3-1 eller højere. Lincolns andel af stemmerne i Army of the Potomac var 70 %.

## Årene efter krigen
Efter krigen tog McClellan og hans familie på en længere rejse til Europa (fra 1865 til 1868), hvorunder han ikke deltog i politik. Da han kom tilbage udtrykte det demokratiske parti nogen interesse i at nominere ham som præsidentkandidat igen, men da det stod klart at Ulysses S. Grant ville blive den Republikanske kandidat faldt interessen. McClellan arbejdede på ingeniørprojekter i New York og blev tilbudt stilling som præsident for det nystartede University of California.
McClellan blev udpeget til chefingeniør for byen New Yorks afdeling for havnevæsen i 1870. Denne stilling opfyldt tydeligt nok ikke hele hans tid, for fra 1872 gjorde han også tjeneste som præsident for Atlantic and Great Western Railroad. Han og hans familie vendte tilbage til Europa fra 1873 til 1875.
I 1877 blev McClellan opstillet af Demokraterne til guvernørvalget i New Jersey, et valg som overraskede ham, da han ikke havde udtrykt interesse for posten. Han blev valgt og sad i en enkelte periode fra 1878 til 1881, en embedsperiode kendetegnet ved omhyggelig konservativ ledelse og minimale politiske gnidninger. Det afsluttende kapitel i hans politiske karriere var hans stærke støtte i 1884 til valget af Grover Cleveland. Han håbede på at blive udnævnt til krigsminister i Clevelands regering, en stilling han var velkvalificeret til, men politiske rivaler fra New Jersey fik blokeret hans nominering.
McClellans sidste år var helliget rejser og skrivning. Han retfærdiggjorde sin militære karriere i McClellan’s Own Story, som blev udgivet posthumt i 1887. Han døde uventet i en alder af 58 i Orange, New Jersey efter at have haft smerter i brystet i nogle få uger. Hans sidste ord, kl. 3 om morgenen den 29. oktober 1885 var: "Jeg har det godt nu, tak." Han ligger begravet på Riverview Cemetery, Trenton, New Jersey.
McClellans søn, George B. McClellan, Jr. (1865 – 1940), blev født i Dresden i Tyskland under familiens første rejse i Europa. I familien gik han under navnet Max, men han var også politiker og sad i Repræsentanternes Hus for staten New York og var borgmester i New York fra 1904 til 1909. McClellans datter Mary ("May") (1861 – 1945), giftede sig med en fransk diplomat og tilbragte en stor del af sit liv i udlandet. Han kone Ellen døde i Nice i Frankrig mens hun besøgte May i "Villa Antietam." Hverken Max eller May fik børn.

## Eftermæle
New York Evening Post skrev i McClellans nekrolog: "Formentlig ingen soldat, som kæmpede så lidt, har nogensinde fået sine kvaliteter som hærchef så omhyggeligt, og kan man tilføje, ivrigt debatteret." Denne intense diskussion er fortsat i over et århundrede. McClellan placeres i reglen i det laveste lag af generaler i Borgerkrigen, men debatten om McClellans evner og talenter er fortsat meget kontroversielt blandt militærhistorikere med borgerkrigen som speciale. Han har overalt fået ros for sine organisatoriske evner og for sit gode forhold til sine tropper. De omtalte ham kærligt som "Little Mac". Andre kaldte ham sommetider for den "Young Napoleon". Det er antydet, at hans tilbageholdenhed med at gå i slag til dels skyldtes et intenst ønske om at undgå udgyde sine troppers blod. Ironisk nok førte det til at han undlod at tage initiativet og derfor lod gode chancer for afgørende slag slippe væk, som kunne havde sluttet krigen tidligt, og dermed have sparet tusinder af soldater, som døde i efterfølgende slag. Generaler som fik succes i krigen, såsom Lee og Grant, var i reglen mere aggressive og mere villige til at risikere større slag, selv når forberedelserne ikke var perfekte. McClellan selv opsummerede sin forsigtige natur i et udkast til sine erindringer: "Det har altid været min holdning, at den rigtige måde at gennemføre militære operationer på, er at undlade enhver manøvre indtil forberedelserne er så afsluttede som omstændighederne tillader og aldrig udkæmpe et slag uden et bestemt mål, der er de sandsynlige tab værd."
McClellans tøven overfor at presse sin fjende aggressivt var formentlig ikke et spørgsmål om personligt mod, som han havde demonstreret tilstrækkeligt overbevisende under ild i den Mexicansk-amerikanske krig. Stephen Sears skrev: "Der er bestemt tilstrækkelige beviser for at det forfærdelige stress ved at lede mænd i slag, især de elskede mænd i hans elskede Army of the Potomac, efterlod hans moralske mod i laser. Under presset fra hans ansvar som den afgørende soldat, mistede han viljen til at lede. Ved Glendale og Malvern Hill nåede han højdepunktet af hans pine under Syvdagesslaget, og han flygtede fra disse slagmarker for at undslippe ansvaret. Ved Antietam, hvor der ikke var nogen steder han kunne flygte til, ramtes han af ubeslutsomhed. Set fra længere afstand kunne general McClellan havde det godt med og fungere med succes som feltherre, og også, om end knap så succesfuldt, som overordnet strateg, som feltherre på slagmarken var han simpelthen i den forkerte stilling."
En af årsagerne til at McClellans rygte har lidt er på grund af hans egne erindringer. Historikeren Allan Nevins skrev: "De som studerer historien må altid være glade for at McClellan så ærligt udstillede sine egen svagheder i denne posthume bog." Hans oprindelige udkast blev færdigt i 1881, men den eneste kopi blev ødelagt af ild. Han begyndte at skrive et nyt udkast af hvad der senere blev udgivet posthumt, i 1887, som McClellan's Own Story. Han døde imidlertid inden han var halvt færdig, og hans litterære eksekutor, William C. Prime, redaktør af den pro-McClellanske New York Journal of Commerce, medtog uddrag fra omkring 250 af McClellans breve til sin kone under krigen, hvor det var hans vane at afsløre sine inderste følelser og holdninger ganske utilsløret.
Selv om McClellans rygte har lidt skade i tidens løb, især i de sidste 75 år, er der en lille men intens kadre af historikere, som tror at generalen ikke er blevet retfærdigt behandlet på mindst fire punkter. For det første siger McClellans støtter, at fordi generalen var en konservativ Demokrat med stor personlig udstråling, frygtede radikale Republikanere hans politiske potentiale og underminerede bevidst hans operationer i felten. For det andet at da de radikale Republikanere var de egentlige vindere af krigen, kunne de skrive historien om den, og satte derved deres værste konkurrent i tiden, McClellan i det dårligst mulige lys. For det tredje, at historikere som var ivrige efter at hoppe med på vognen om at Lincoln var Amerikas største politiske skikkelse arbejdede på at overgå hinanden med at flytte skylden for militære nederlag fra Lincoln og krigsminister Edwin M. Stanton til McClellan. Og for det fjerde, at Lincoln og Stanton bevidst underminerede McClellan på grund af hans forsonlige holdning overfor Sydstaterne, som kunne havde resulteret i en knap så destruktiv afslutning på krigen, hvis Richmond var faldet som et resultat af Peninsula-kampagnen. Tilhængere af denne skole hævder, at McClellan mere kritiseres for sin indrømmet ubehagelige personlighed end for sine faktiske resultater i felten.
Adskillige geografiske steder og foretagende er blevet opkaldt efter George B. McClellan. Disse omfatter Fort McClellan i Alabama, McClellan Butte i Mount Baker-Snoqualmie National Forest, hvor han rejste rundt mens han gennemførte opmålingerne til jernbanen i 1853, McClellan Street i North Bend, Washington, McClellan Street i South Philadelphia, McClellan Road i Cupertino, California, McClellan Elementary School i Chicago og en bronze rytterstatue til ære for General McClellan i Washington, D.C. Yderligere en rytterstatue hædrer ham foran Philadelphia City Hall.

## Valghistorie
Det Demokratiske Partikonvent i 1864:
- George B. McClellan – 174 (77,33 %)
- Thomas H. Seymour – 38 (16,89 %)
- Horatio Seymour – 12 (5,33 %)
- Charles O'Conor – 1 (0,44%)
- Franklin Pierce – 0 (0,00%)

Det amerikanske præsidentvalg i 1864
- Abraham Lincoln/Andrew Johnson (National Union) – 2.218.388 (55,0 %) og 212 valgmandsstemmer
- George B. McClellan/George H. Pendleton (Demokraterne) – 1.812.807 (45,0 %) og 21 valgmandstemmer (3 stater vundet)

Guvernørvalg i New Jersey 1877:
- George B. McClellan (D) – 97.837 (51,65 %)
- William Augustus Newell (R) – 85.094 (44,92 %)

## Udvalgte arbejder
- The Mexican War Diary of George B. McClellan (William Starr Myers, editor), udgivet posthumt i 1917.
- Bayonet Exercise, or School of the Infantry Soldier, in the Use of the Musket in Hand-To-Hand Conflicts (oversat fra fransk af Gomard), 1852. Genudgivet som Manual of Bayonet Exercise: Prepared for the Use of the Army of United States, 1862.
- The Report of Captain George B. McClellan, One of the Officers Sent to the Seat of War in Europe, in 1855 and 1856, 1857. Genudgivet som The Armies of Europe, 1861.
- European Cavalry, Including Details of the Organization of the Cavalry Service Among the Principal Nations of Europe, 1861.
- Regulations and Instructions for the Field Service of the United States Cavalry in Time of War, 1861. Genudgivet som Regulations for the Field Service of Cavalry in Time of War, 1862.
- McClellan's Own Story (William C. Prime, editor), 1887.

## Yderligere læsning
- Beatie, Russel H., Army of the Potomac: McClellan Takes Command, September 1861 – February 1862, Da Capo Press, 2004, ISBN 0-306-81252-5.
- Beatie, Russel H., Army of the Potomac: McClellan's First Campaign, March – May 1862, Savas Beatie, 2007, ISBN 978-1-932714-25-8.
- Burton, Brian K., Extraordinary Circumstances: The Seven Days Battles, Indiana University Press, 2001, ISBN 0-253-33963-4.
- Ridgway, James M., Jr., Little Mac: Demise of an American Hero, Xlibris, 2000, ISBN 0-7388-0579-3.
- Rowland, Thomas J., George B. McClellan and Civil War History: In the Shadow of Grant and Sherman, Kent State University Press, 1998, ISBN 0-87338-603-5.

## Eksterne kilder
- McClellan Society Arkiveret 12. februar 2008 hos  Wayback Machine
- Georgia's Blue and Gray Trail McClellan timeline
- Lincoln and Lee at Antietam Arkiveret 13. marts 2006 hos  Wayback Machine
- Mr. Lincoln and New York: George B. McClellan Arkiveret 27. december 2008 hos  Wayback Machine
- National Park Service biografi
- Harper's Weekly karikatur, October 27, 1877, "All Quiet on the Hudson", McClellan karikatur under guvernørvalgkampen i New Jersey
- Marcy, Randolph B, assisted by McClellan, George B., Exploration of the Red River of Louisiana, in the year 1852 på Portal to Texas History
- Biografi over George B. McClellan (PDF) Arkiveret 19. marts 2006 hos  Wayback Machine, New Jersey State Library
- New Jersey Guvernør George Brinton McClellan, National Governors Association
- "L'il Mac" George McClellan Sang parodi
- American Heritage om George McClellans udnævnelse Arkiveret 26. september 2007 hos  Wayback Machine
- The Mexican War diary of George B. McClellan på archive.org